# 亚基河

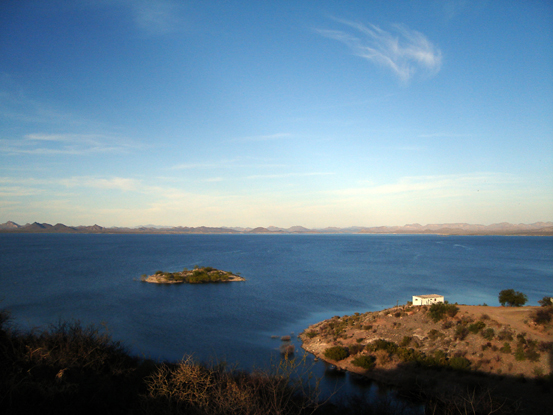
亞基河

亞基河（或譯雅基河）（西班牙語Río Yaqui）是墨西哥西北部索諾拉（Sonora）州的河流，在灌溉上有重要的地位。
亞基河發源於西馬德雷山脈（Sierra Madre Occidental），向南方及西南方流去，在瓜伊馬斯（Guaymas）附近注入加利福尼亞灣。亞基河的長度說法不一。英語版維基百科的版本為320公里，西班牙語版維基百科的版本為700公里，屬於墨西哥總統府的網站“México para niños”的版本為554公里。
亞基河的河道被數個水庫所截斷。亞基河的河水則做為灌溉用。
27°40′02″N 110°36′43″W / 27.6673°N 110.6120°W